# Lijst van Aromobatidae
Onderstaand een lijst van alle soorten kikkers uit de familie Aromobatidae. De lijst is gebaseerd op Amphibian Species of the World.
- Soort Allobates alessandroi
- Soort Allobates algorei
- Soort Allobates amissibilis
- Soort Allobates bacurau
- Soort Allobates bromelicola
- Soort Allobates brunneus
- Soort Allobates caeruleodactylus
- Soort Allobates caribe
- Soort Allobates cepedai
- Soort Allobates chalcopis
- Soort Allobates conspicuus
- Soort Allobates crombiei
- Soort Allobates femoralis
- Soort Allobates flaviventris
- Soort Allobates fratisenescus
- Soort Allobates fuscellus
- Soort Allobates gasconi
- Soort Allobates goianus
- Soort Allobates granti
- Soort Allobates grillisimilis
- Soort Allobates hodli
- Soort Allobates humilis
- Soort Allobates ignotus
- Soort Allobates insperatus
- Soort Allobates juanii
- Soort Allobates kingsburyi
- Soort Allobates magnussoni
- Soort Allobates mandelorum
- Soort Allobates marchesianus
- Soort Allobates masniger
- Soort Allobates mcdiarmidi
- Soort Allobates melanolaemus
- Soort Allobates myersi
- Soort Allobates nidicola
- Soort Allobates niputidea
- Soort Allobates olfersioides
- Soort Allobates ornatus
- Soort Allobates paleovarzensis
- Soort Allobates picachos
- Soort Allobates pittieri
- Soort Allobates ranoides
- Soort Allobates sanmartini
- Soort Allobates subfolionidificans
- Soort Allobates sumtuosus
- Soort Allobates talamancae
- Soort Allobates tapajos
- Soort Allobates trilineatus
- Soort Allobates undulatus
- Soort Allobates vanzolinius
- Soort Allobates wayuu
- Soort Allobates zaparo
- Soort Anomaloglossus apiau
- Soort Anomaloglossus astralogaster
- Soort Anomaloglossus atopoglossus
- Soort Anomaloglossus ayarzaguenai
- Soort Anomaloglossus baeobatrachus
- Soort Anomaloglossus beebei
- Soort Anomaloglossus breweri
- Soort Anomaloglossus confusus
- Soort Anomaloglossus degranvillei
- Soort Anomaloglossus guanayensis
- Soort Anomaloglossus isthminus
- Soort Anomaloglossus kaiei
- Soort Anomaloglossus lacrimosus
- Soort Anomaloglossus leopardus
- Soort Anomaloglossus megacephalus
- Soort Anomaloglossus moffetti
- Soort Anomaloglossus murisipanensis
- Soort Anomaloglossus parimae
- Soort Anomaloglossus parkerae
- Soort Anomaloglossus praderioi
- Soort Anomaloglossus roraima
- Soort Anomaloglossus rufulus
- Soort Anomaloglossus shrevei
- Soort Anomaloglossus stepheni
- Soort Anomaloglossus surinamensis
- Soort Anomaloglossus tamacuarensis
- Soort Anomaloglossus tepequem
- Soort Anomaloglossus tepuyensis
- Soort Anomaloglossus triunfo
- Soort Anomaloglossus verbeeksnyderorum
- Soort Anomaloglossus wothuja
- Soort Aromobates alboguttatus
- Soort Aromobates cannatellai
- Soort Aromobates capurinensis
- Soort Aromobates duranti
- Soort Aromobates ericksonae
- Soort Aromobates haydeeae
- Soort Aromobates leopardalis
- Soort Aromobates mayorgai
- Soort Aromobates meridensis
- Soort Aromobates molinarii
- Soort Aromobates nocturnus
- Soort Aromobates ornatissimus
- Soort Aromobates orostoma
- Soort Aromobates saltuensis
- Soort Aromobates serranus
- Soort Aromobates tokuko
- Soort Aromobates walterarpi
- Soort Aromobates zippeli
- Soort Mannophryne caquetio
- Soort Mannophryne collaris
- Soort Mannophryne cordilleriana
- Soort Mannophryne herminae
- Soort Mannophryne lamarcai
- Soort Mannophryne larandina
- Soort Mannophryne leonardoi
- Soort Mannophryne neblina
- Soort Mannophryne oblitterata
- Soort Mannophryne olmonae
- Soort Mannophryne orellana
- Soort Mannophryne riveroi
- Soort Mannophryne speeri
- Soort Mannophryne trinitatis
- Soort Mannophryne trujillensis
- Soort Mannophryne urticans
- Soort Mannophryne venezuelensis
- Soort Mannophryne vulcano
- Soort Mannophryne yustizi
- Soort Rheobates palmatus
- Soort Rheobates pseudopalmatus